# Hristo Garbov

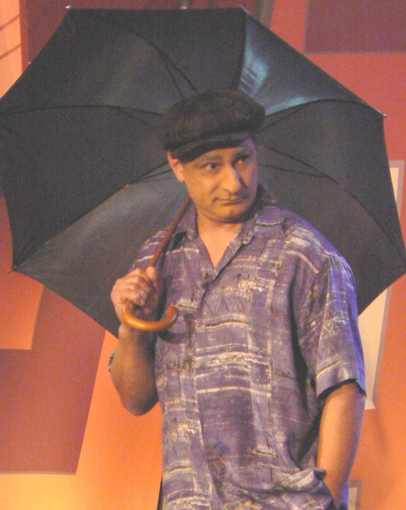
Hristo Garbov.

Hristo Garbov (bulgariska: (Христо Гърбов), född 23 september 1957 i Varna, Bulgarien, är en bulgarisk skådespelare.

## Filmografi (urval)
- 1991 - Tystnad